# كوناكيرافان
كوناكيرافان (الأرمينية: Քանաքեռավան) هي قرية في محافظة كوتايك في أرمينيا.